# Tex Ritter
Woodward Maurice Ritter, mais conhecido como Tex Ritter (Murvaul, 12 de janeiro de 1905 - Nashville, 2 de janeiro de 1974) foi um cantor norte-americano de música country e também ator de cinema conhecido nas décadas de 1930 a 1960, possuindo uma estrela na Calçada da Fama em 6631 Hollywood Boulevard.  

## Biografia
Ritter nasceu em Murvaul, Texas, filho de James Everett Elizabeth Ritter e Martha Matthews. Ele cresceu na fazenda de sua família no Condado de Panola e frequentou a escola da classe em Carthage. Ele frequentou a South Park High School, em Beaumont. Após graduar-se com honras, ele entrou na Universidade do Texas em Austin, ele estudou pré-direito e, sobretudo o governo, ciência política e economia.   
Foi casado com a atriz Dorothy Fay com quem teve um filho, o ator John Ritter, já falecido. É avô do também ator Jason Ritter, filho de John Ritter e de Nancy Morgan.            

## Morte
Ritter faleceu vítima de ataque cardíaco ocasionado por um infarto agudo do miocárdio em Nashville. Sua última canção, "The Americans", se tornou um sucesso póstumo, pouco depois de sua morte. Foi enterrado no Oak Bluff Memorial Park em Port Neches no Texas.

## Discografia

### Álbuns
| Ano  | Álbum                         | EUA Country | Selo    |
| ---- | ----------------------------- | ----------- | ------- |
| 1954 | Cowboy Favorites              |             | Capitol |
| 1958 | Songs from the Western Screen |             | Capitol |
| 1958 | Psalms                        |             | Capitol |
| 1959 | Blood On the Saddle           |             | Capitol |
| 1961 | Lincoln Hymns                 |             | Capitol |
| 1961 | Hillbilly Heaven              |             | Capitol |
| 1962 | With Stan Kenton              |             | Capitol |
| 1963 | Border Affair                 |             | Capitol |
| 1965 | Friendly Voice                |             | Capitol |
| 1966 | The Best of Tex Ritter        | 38          | Capitol |
| 1967 | Sweet Land of Liberty         | 43          | Capitol |
| 1967 | Just Beyond the Moon          | 18          | Capitol |
| 1968 | Bump Tiddil Dee Bum Bum!      | 38          | Capitol |
| 1968 | Wild West                     |             | Capitol |
| 1969 | Chuck Wagon Days              |             | Capitol |
| 1970 | Green Green Valley            |             | Capitol |
| 1972 | Super Country Legendary       |             | Capitol |
| 1973 | An American Legend            | 7           | Capitol |
| 1974 | Fall Away                     | 44          | Capitol |
| 1976 | Comin' After Jinny            |             | Capitol |

### Compactos
| Ano  | Título                                         | Paradas     | Paradas | Álbum                |
| Ano  | Título                                         | EUA Country | EUA     | Álbum                |
| ---- | ---------------------------------------------- | ----------- | ------- | -------------------- |
| 1944 | "I'm Wastin' My Tears On You"                  | 1           | 11      | singles only         |
| 1944 | "There's a New Moon Over My Shoulder"          | 2           | 21      | singles only         |
| 1945 | "Jealous Heart"                                | 2           |         | singles only         |
| 1945 | "You Two Timed Me One Time Two Often"          | 1           |         | singles only         |
| 1946 | "You Will Have to Pay"                         | 1           |         | singles only         |
| 1946 | "Christmas Carols by the Old Corral"           | 2           |         | singles only         |
| 1946 | "Long Time Gone"                               | 5           |         | singles only         |
| 1946 | "When You Leave Don't Slam the Door"           | 3           |         | singles only         |
| 1946 | "Have I Told You Lately that I Love You?"      | 3           |         | singles only         |
| 1948 | "Rye Whiskey"                                  | 9           |         | singles only         |
| 1948 | "The Deck of Cards"                            | 10          |         | singles only         |
| 1948 | "Pecos Bill" (w/ Andy Parker & The Plainsmen)  | 15          |         | singles only         |
| 1948 | "Rock and Rye"                                 | 5           |         | singles only         |
| 1950 | "Daddy's Last Letter"                          | 6           |         | singles only         |
| 1956 | "The Wayward Wind"                             |             | 28      | singles only         |
| 1961 | "I Dreamed of a Hill-Billy Heaven"             | 5           | 20      | Hillbilly Heaven     |
| 1966 | "The Men in My Little Girl's Life"             | 50          |         | Just Beyond the Moon |
| 1967 | "Just Beyond the Moon"                         | 13          |         | Just Beyond the Moon |
| 1967 | "A Working Man's Prayer"                       | 59          |         | single only          |
| 1968 | "Texas"                                        | 69          |         | Wild West            |
| 1969 | "A Funny Thing Happened (On the Way to Miami)" | 53          |         | singles only         |
| 1969 | "Growin' Up"                                   | 39          |         | singles only         |
| 1970 | "Green Green Valley"                           | 57          |         | Green Green Valley   |
| 1971 | "Fall Away"                                    | 67          |         | Fall Away            |
| 1972 | "Comin' After Jinny"                           | 67          |         | Comin' After Jinny   |
| 1974 | "The Americans"                                | 35          |         | An American Legend   |